# Organizem
V biologiji in ekologiji je organizem (grško organon - orodje) živeč kompleksni adaptivni sistem organov, ki drug na drugega vplivajo tako, da delujejo kot bolj ali manj stabilna celota. Organizem je v stanju termodinamskega neravnotežja. Ker ohranja homeostatsko notranje okolje, mora iz okolja neprestano privzemati energijo.
Organizem je funkcionalna organizacija žive materije kot celote, ki jo ustvarjajo posamezne organske spojine. Primer organske spojine je beljakovina, ki še ni živo bitje. S povezavo v organizacijski sistem postane organizem. Glavne značilnosti organizmov so odzivanje na dražljaje iz okolja, rast in razvoj, vzdrževanje homeostaze in razmnoževanje. S prenehanjem delovanja teh procesov nastopi smrt organizma.

## Etimologija
Izraz »organizem« (iz starogrške ὀργανισμός, izpeljan iz órganon, kar pomeni orodje, pripomoček, instrument, čutilni organ ali dojemanje) je v slovenščino prišel preko nemške Organismus in francoske organisme kot izpeljanke iz organe v pomenu »organ«. Immanuel Kant je v svoji Kritiki razsodne moči iz leta 1790 organizem opredelil kot »organizirano in samoorganizirajoče se bitje«.

## Kriteriji za opredelitev organizma
Med kriteriji, ki so bili predlagani za opredelitev organizma, so:
- avtonomno razmnoževanje, rast in presnova[7]
- nerazdeljivost – strukture ni mogoče razdeliti brez izgube funkcionalnosti.[8] Richard Dawkins je to opisal kot "lastnost zadostne heterogenosti oblike, zaradi katere postane nefunkcionalna, če jo prerežemo na pol".[9] Vendar pa je veliko organizmov mogoče razrezati na dele, ki nato zrastejo v celotne organizme.[9]
- individualnost – entiteta ima istočasno genetsko edinstvenost, genetsko homogenost in avtonomijo[10]
- imunski odziv, ki ločuje sebe od tujega[11]
- »antientropija«, sposobnost vzdrževanja reda, kar je koncept, ki ga je prvi predlagal Erwin Schrödinger;[12] ali v drugi obliki, da je teorijo informacij Clauda Shannona mogoče uporabiti za identifikacijo organizmov kot entitet,  ki lahko same vzdržujejo svojo informacijsko vsebino[13]

Nekateri znanstveniki menijo, da je koncept organizma v biologiji neustrezen; da je koncept individualnosti problematičen; in da se iz filozofskega vidika poraja vprašanje, ali je takšna opredelitev sploh nujna.
Problematični primeri vključujejo kolonialne organizme: na primer, kolonija evsocialnih žuželk izpolnjuje kriterije, kot sta prilagodljiva organizacija in specializacija zarodnih in somatskih celic. Če to drži, bi lahko isti argument ali kriterij visoke stopnje sodelovanja in nizkega konflikta vključeval tudi nekatere mutualistične odnose (npr. lišaje) in spolne partnerske zveze (npr. trnkarice) kot organizme. Če pride do skupinske selekcije, potem lahko na skupino gledamo kot na superorganizem, ki je optimiziran s prilagoditvijo skupine.
Drugo stališče je, da bi bilo treba lastnosti, kot so avtonomija, genetska homogenost in genetska edinstvenost, obravnavati ločeno, namesto da bi zahtevali, da ima organizem vse naštete lastnosti; če je tako, obstaja več dimenzij biološke individualnosti, kar vodi do različnih vrst organizmov.

## Organizmi na različnih ravneh biološke organizacije
Enocelični organizem je mikroorganizem, ki je sestavljen iz ene same celice. Primeri enoceličnih organizmov so protisti, bakterije in arheje. Ti organizmi imajo lahko v celici funkcionalne strukture, imenovane organeli, ki opravljajo različne naloge za preživetje in delovanje celice.
Večcelični organizem je sestavljen iz več celic. Primeri večceličnih organizmov so živali, rastline, glive in alge. Te celice so pogosto specializirane. Na primer, v človeškem telesu so mišične celice specializirane za gibanje, medtem ko so živčne celice specializirane za prenos signalov.
Kolonijski organizem, kot je sifonofor, je bitje, ki je sestavljeno iz več komunicirajočih posameznikov. Ti posamezniki sodelujejo in delujejo kot ena celota.
Superorganizem je kolonija, kot je kolonija mravelj, kjer mnogi posamezniki delujejo skupaj kot ena funkcionalna ali socialna enota.
Mutualizem je oblika simbiotskega odnosa med dvema ali več vrstami, kjer vsaka vrsta prispeva k potrebam druge. Lišaj je sestavljen iz gliv in alg ali cianobakterij, ki živijo skupaj z bakterijskim mikrobiomom. Skupaj lahko uspevajo kot nekakšen organizem, pri čemer imajo vsaka komponenta svojo funkcijo. Skupaj lahko uspevajo v okoljih, kot so suhe skale, kjer nobena od komponent ne bi mogla rasti sama.
Evolucijska biologa David Queller in Joan Strassmann trdita, da se je "organizmnost" (tj. biti organizem) razvil skozi socialne interakcije, saj so skupine enostavnejših enot (od celice navzgor) začele sodelovati brez konfliktov. Predlagata, da bi morali sodelovanje obravnavati kot "ključno značilnost" organizma.
| Raven                  | Zgled                                   | Sestava                                                            | Presnova, rast, razmnoževanje | Sodelovanje |
| ---------------------- | --------------------------------------- | ------------------------------------------------------------------ | ----------------------------- | --- |
| Virus                  | Virus tobačnega mozaika                 | nukleinska kislina, protein                                        | ne                            | Brez presnove, zato po mnenju mnogih biologov ne živi, ni organizem; vendar evolvira, njegovi geni sodelujejo pri manipulaciji gostitelja |
| Enocelični organizem   | Paramecij                               | Ena celica, brez organelov npr. migetalke za posebne funkcije      | da                            | Medcelično (medorganizemsko) signaliziranje                                                                                               |
| Roječi se protisti     | Dictyostelium (celična sluzasta plesen) | Enocelične amebe                                                   | da                            | Večino življenja prostoživeče enocelične amebe živijo samostojno; rojevajo se in združujejo v večcelični skupek                           |
| Mnogocelični organizem | Glive, ki tovorijo gobe                 | Celice, združene v organe za posebne funkcije (npr. razmnoževanje) | da                            | Specializacija celic, komunikacija |
| Trajna spolna zveza    | Anglerfish                              | Samec in samica trajno spojena skupaj                              | da                            | Samec zagotavlja moške gamete; samica skrbi za vse druge funkcije                                                                         |
| Mutualizem             | Lišaj                                   | Organizmi različnih vrst                                           | da                            | Gliva zagotavlja strukturo, absorbira vodo in minerale; alga fotosintetizira                                                              |
| Združena kolonija      | Sifonofori                              | Zooidi združeni skupaj                                             | da                            | Specializacija organizmov; medorganizemsko signaliziranje                                                                                 |
| Superorganizem         | Kolonija mravelj                        | Posamezniki, ki živijo skupaj                                      | da                            | Specializacija organizmov (mnoge mravlje se ne razmnožujejo); medorganizemsko signaliziranje                                              |

## Mejni primeri

### Virusi
Virusi se običajno ne obravnavajo kot organizmi, ker niso sposobni avtonomnega razmnoževanja, rasti, presnove ali homeostaze. Čeprav imajo virusi nekaj encimov in molekul, podobnih tistim v živih organizmih, nimajo lastne presnove in ne morejo sintetizirati organskih spojin, iz katerih so sestavljeni. V tem smislu so podobni neživi materiji. Virusi imajo lastne gene in evolvirajo. Zato nekateri zagovarjajo, da bi jih morali šteti za žive organizme, saj se lahko razvijajo in razmnožujejo s samosestavljanjem. Vendar pa nekateri znanstveniki trdijo, da virusi sami ne evolvirajo niti se ne samoreproducirajo. Namesto tega naj bi jih evolvirale gostiteljske celice, kar pomeni, da je prišlo do soevolucije virusov in gostiteljskih celic. Brez gostiteljskih celic evolucija virusov ne bi bila mogoča. Kar zadeva razmnoževanje, virusi za svojo replikacijo uporabljajo mehanizme gostitelja. Odkritje virusov,  ki imajo gene za presnovo energije in sintezo beljakovin, je še dodatno spodbudilo razpravo o tem, ali so virusi živi organizmi. Vendar imajo ti geni celični izvor, saj so jih virusi najverjetneje pridobili s horizontalnim prenosom genov od svojih gostiteljev.ref name="Moreira-2009"/>
| Sposobnost                               | Celični organizem                              | Virus                                         |
| ---------------------------------------- | ---------------------------------------------- | --------------------------------------------- |
| Presnova                                 | da                                             | ne, popolnoma odvisen od gostiteljske celice  |
| Rast                                     | da                                             | ne, le samosestavljanje                       |
| Razmnoževanje                            | da                                             | ne, popolnoma odvisen od gostiteljske celice  |
| Shranjevanje genetskih informacij o sebi | DNK                                            | DNK ali RNK                                   |
| Sposobnost evoucije                      | da: mutacija, rekombinacija, naravna selekcija | da: visoka stopnja mutacij, naravna selekcija |

Obstaja argument za to, da bi lahko viruse obravnavali kot celične organizme. Nekateri raziskovalci virusov ne dojemajo zgolj kot virione, za katere menijo, da so le spore organizma, temveč kot virocelice (virocell) – ontološko zrele virusne organizme s celično zgradbo. Tak virus nastane kot posledica okužbe celice in kaže vse glavne fiziološke lastnosti drugih organizmov: presnovo, rast in razmnoževanje, kar pomeni, da dejansko izkazuje lastnosti življenja.

### Organizmu podobne kolonije
Filozof Jack A. Wilson preučuje nekatere mejne primere, da bi dokazal, da koncept organizma ni natančno opredeljen. Po njegovem mnenju spužve, lišaji, cevkači, sluzaste plesni in evsocialne kolonije, kot so tiste pri mravljah ali golih molerati, ležijo v mejnem območju med tem, da so jasne kolonije ali jasni organizmi (ali superorganizmi).
| Funkcija               | Kolonialni cevkači                                           | Meduze                                      |
| ---------------------- | ------------------------------------------------------------ | ------------------------------------------- |
| Plovnost               | Zgornji del kolonije je napolnjen s plinom                   | Žele                                        |
| Gibanje                | Nektofori koordinirajo črpanje vode                          | Telo utripa, da črpa vodo                   |
| Prehranjenvanje        | Palponi in gastrozooidi zaužijejo plen, hranijo druge zooide | Tipalke ujamejo plen in ga prenesejo do ust |
| Funkcionalna struktura | En sam funkcionalni posameznik                               | En sam funkcionalni posameznik              |
| Sestava                | Veliko zooidov, morda posameznikov                           | Veliko celic                                |